# Under the Influence
Under the Influence es el tercer álbum de estudio de la banda de thrash metal Overkill lanzado en 1988 por Megaforce Records.

## Lista de canciones
Todas las canciones escritas y compuestas por Bobby Gustafson, D.D Verni y Bobby Ellsworth
1. ""Shred""  –4:05
2. ""Never Say Never" –4:58
3. ""Hello From the Gutter"  –4:14
4. ""Mad Gone World"  –4:14
5. ""Brainfade"  –4:08
6. ""Drunken Wisdom""  –6:17
7. ""End of the Line""  –7:03
8. ""Head First""  –6:02
9. ""Overkill III (Under the Influence)  –6:33

## Personal
- Bobby Ellsworth – voz
- D. D. Verni – bajo, coros
- Bobby Gustafson – guitarra
- Sid Falck  – batería

- Datos: Q1937816